# Wolf Hilbertz

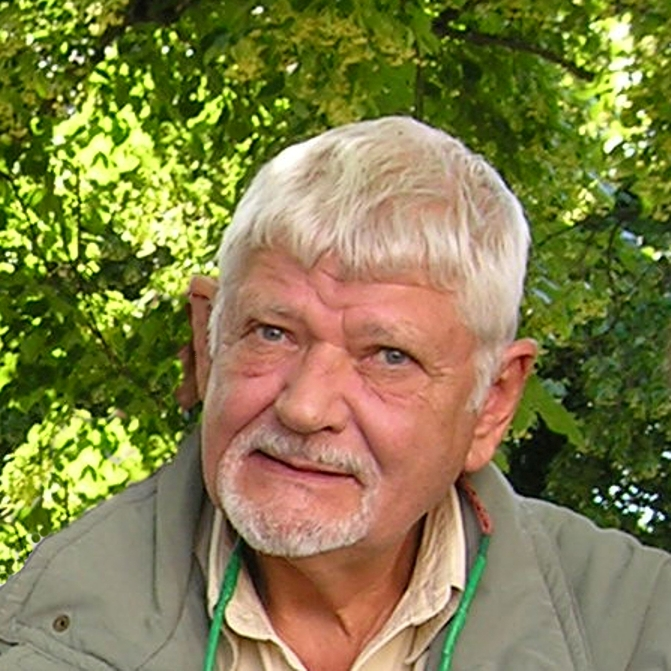
Wolf Hilbertz im Juli 2005

Wolf Hartmut Hilbertz (* 16. April 1938 in Gütersloh; † 11. August 2007 in München) war ein deutscher Architekt, Erfinder und Meereswissenschaftler.

## Leben
Er studierte Architektur an der Hochschule der Künste Berlin und der University of Michigan. Er arbeitete in verschiedenen Architekturbüros in Berlin, New York und Detroit.
Als Wissenschaftler und Dozent lehrte Hilbertz an der Southern University, der McGill University, der Hochschule für Künste Bremen sowie der University of Texas.
Nachdem er sich an der Southern University and A&M College in Baton Rouge im US-Staat Louisiana betätigt hatte, entwickelte er das Konzept der Cybertecture. Dabei wurde er unter anderem von Nicholas Negroponte beeinflusst, dem er später wiederum Anregungen lieferte. Danach folgte er einem Ruf an die University of Texas at Austin.
Dort gründete er das Responsive Environments Laboratory und das Symbiotic Processes Laboratory, die sich mit der selbstständigen Konstruktion von Bauten in der Umwelt befassten. In den 1970er Jahren besuchte er Bad Salzuflen, wo er sah, wie sich an Gerüsten Mineralien bei herabrieselndem Wasser bildeten. Zusammen mit seinen Fahrten von Austin aus an die texanische Golfküste, brachte ihn das auf die Idee, solche Prozesse selbstständig im Meer durch Elektrolyse herbeizuführen. Er publizierte sein erstes und wichtigstes Papier zum Thema „Elektrochemische Abscheidung von Mineralien im Meerwasser: Experimente und Anwendungen“ (Original: Electrodeposition of Minerals in Sea Water:  Experiments and Applications) im Jahre 1979.
Der Prozess, den er experimentell entwickelte, beruhte darauf, dass mit Gleichstrom an Stahlgerüsten, die als Kathode und Anode dienten, sich durch die geeigneten Stromstärken Strukturen aus Aragonit und Brucit (Bruzit) bildeten. Dieses Verfahren, die Biorock-Technologie, ließ er sich patentieren. Um dieses Verfahren umzusetzen, gründete er die Firma The Marine Resources Co. und war Mitbegründer der Biorock Inc. Weiterhin wirkte er als Vizepräsident der Research of the Global Coral Reef Alliance. In Bremen beteiligte er sich an dem Verein Sun & Sea.
Mit dem Meeresbiologen Tom J. Goreau baute er an verschiedenen Orten künstliche Korallenriffe auf. Dabei zeigte sich, dass die Meerestiere sich an den gebildeten Strukturen schneller entwickelten als an den natürlichen Riffen. Ein herausragendes Projekt startete er auf Bali in der Bucht Pemuteran.
Schließlich reifte in ihm der Gedanke, eine künstliche Besiedlung auf einer Struktur im Ozean aufzubauen. Den Ort, den er fand, war die Saya de Malha Bank im Indischen Ozean. Das Projekt der künstlichen Stadt, die einmal 50.000 Bewohner haben sollte, nannte er Autopia. Die Realisierung des Projektes begann im Jahre 1997. Die Energie für die Elektrolyse an den Stahlgerüsten wollte er über Solarzellen oder Windräder gewinnen. Die Konzeption verallgemeinerte er in dem Begriff der Seascape Architecture.
Als er nach Berlin zurückkehren wollte, starb er am 11. August 2007 an Lungenkrebs. Er wurde auf dem Friedhof Wilmersdorf bestattet.

## Schriften
- Toward Cybertecture. In: Progressive Architecture. Mai 1970.
- Marine architecture. An alternative. In: Architectural Science Review. 1976, ISSN 0003-8628.
- mit D. Fletcher und C. Krausse:  Mineral accretion technology. Applications for architecture and aquaculture. Industrial Forum, 1977.
- Building Environments That Grow. In: The Futurist. June 1977, S. 148–149.
- Electrodeposition of Minerals in Sea Water. Experiments and Applications. In: IEEE Journal on Oceanic Engineering. Volume OE-4 (1979), No. 3, S. 94–113.
- Solar-generated construction material from sea water to mitigate global warming. In: Building Research & Information. Volume 19, Issue 4 July 1991, S. 242–255.
- Solar-generated building material from seawater as a sink for carbon. Ambio 1992.